# 洪秀全故居
洪秀全故居位于广东省广州市花都区秀全街道大㘵村官禄㘵，即大㘵村大㘵吉祥街1号。
除洪秀全故居、书房阁、洪氏宗祠、洪仁玕故居遗址等一系列建筑外，洪秀全纪念馆还管理邻近的冯云山故居遗址。

## 历史
洪秀全故居始建于清朝嘉庆年间，是洪秀全及其家族在花县的旧居。太平天国定都天京后的咸丰四年（1854年），清军纵火焚毁了洪秀全故居、村塾及洪氏宗祠。后复建洪氏宗祠:22。
1959年，根据考古发掘，参照当地客家民居形制，在原址墙基上进行重建复原洪秀全故居。同时，复原洪秀全青少年时期读书和教书的村塾“书房阁”，1961年对外开放。1961年时，业已在洪氏宗祠建立广东省花县洪秀全纪念馆:22。郭沫若题写“广东省花县洪秀全纪念馆”、“洪秀全故居”、“书房阁”三块牌匾。
1988年，洪秀全故居列为第三批全国重点文物保护单位。1991年6月，在新华镇新华路52号新建洪秀全纪念馆。洪秀全纪念馆占地1.3万平方米，展馆面积1715平方米，1991年11月12日正式对外开放。除序厅外，共分四个展厅，主要展出反映洪秀全在花县生活、学习和领导拜上帝會的文献资料。洪秀全纪念馆与洪秀全故居相距十公里。
1994年，洪秀全故居定为广州市爱国主义教育基地，2000年，定为广东省爱国主义教育基地。2005年，成為国家AAA级旅游景区。
2003年4月，花都区十名人大代表呼吁“将洪秀全故居、洪秀全纪念馆两景点合一”。2006年，当地启动“合一”计划，原计划三年内完成，但因各种原因延迟。2013年之后，原洪秀全纪念馆改设花都区博物馆。
2014年，在邻近洪秀全故居广场的地方新建洪秀全故居纪念馆，并对外开放。洪秀全纪念馆现为国家三级博物馆，洪氏宗祠辟为纪念馆辅助陈列室。

## 景区相关
洪秀全故居景区总面积约2万平方米，包括洪秀全故居、书房阁、洪氏宗祠三座主体建筑，以及传说为洪秀全早年手植的两棵龙眼树:22、书房阁出土的石狮子、洪秀全高祖画像、洪仁玕故居遗址和民房墙基等文物和遗址。
洪秀全故居、书房阁、洪氏宗祠、洪仁玕故居遗址等建筑为一个整体，均在全国重点文物保护单位的保护范围之内。

### 洪秀全故居
洪秀全故居为一排坐北朝南的泥砖瓦木结构的平房，共为六间相连的一厅五房。这是当地的传统民居形式，客家人称之为“五龙过脊”。其呈长方形，东西宽16.5米，南北深5.5米，建筑占地面积91平方米。双坡悬山顶，小青瓦屋面，泥土砖墙，灰砂石头基脚。每个房间面积约13平方米，房顶15根檩子，没有窗户；门高2米，宽0.9米。
故居西端第一间，被认为是洪秀全、赖莲英夫妇早年居住的房间，内设的床、帐、枕、席如旧。认为幼天王洪天貴福出生于此。门额上悬挂郭沫若题写的“洪秀全故居”横匾。西端第二间房，认为是洪秀全父母洪鏡揚夫妇居住的房间，正中墙上悬挂着洪秀全高祖父洪英纶夫妇的画像，上有洪秀全题写的像赞。

### 书房阁
书房阁位于洪秀全故居东侧，是该村村塾。1951年，洪氏后人在清挖书房阁遗址时，发掘出原砌于书房阁后厅门口两墙脚处的一对花岗岩石质的石狮子。石狮子头部、前足经雕凿成型，后身为长方石板。狮头高39厘米，长40余厘米。
有说1959年，根据考古发掘，在原址墙基上重建复原书房阁。该时间存疑，1961年相关文章，则称“现在什么遗迹也看不到”，仅“在遗址旁设立了一个木牌说明”:22。
复建的书房阁为坐东朝西的三间两廊平房，总面宽10.5米，进深11.9米，建筑占地面积132平方米。双坡悬山顶，绿灰筒瓦，泥砖墙，三合土墙基，红阶砖铺地。正门上悬挂郭沫若题写的“书房阁”三字木匾。进入正门中间是花岗岩条石铺砌的天井，天井两侧为廊，九架，人字顶。里间厅堂有四根青砖金柱，内部摆放18套从附近乡村征集的书桌椅。

### 洪氏宗祠
清朝康熙年间，洪氏家族的先祖洪㳂三从嘉應州（今梅州市）石坑堡迁居广州府花县福源水村，数年后，又迁居官禄㘵。洪氏宗祠当是洪氏家族迁居官禄㘵后所建，位于洪秀全故居西侧。宣统三年（1911年），洪氏族人筹款重建被烧毁的洪氏宗祠。当代，大㘵村洪氏宗祠列为花都区不可移动文物。
洪氏宗祠是一座坐北朝南、砖瓦木石结构、二进三开间、四合院式布局的建筑。建筑中有天井及两庑，总面宽12.7米，进深20.5米，占地面积264平方米。双坡硬山顶，灰塑龙船脊，绿灰筒瓦，青砖墙，红阶砖铺地。
宗祠山門嵌石额，阴刻“洪氏宗祠”，落款刻“宣统三年辛亥孟秋吉旦重修”。两边虾公梁有石狮和雕花异形斗拱，门面嵌花岗岩石墙脚。后堂大厅有四根杉木金柱，正中的祭台上供奉祖宗牌位，上面刻有一副长联：由嘉应徙杨梅祖德宗功经之营之力图官禄之基础 籍花峰贯花邑光前裕后耕也学也恢宏敦煌之遗风。

### 洪仁玕故居遗址
洪仁玕故居遗址列是洪秀全族弟洪仁玕的旧居遗址。此建筑遗址与洪秀全故居相隔一条小巷，原为两间小房，当地人称一明一暗。咸丰四年（1854年），被清军烧毁。现存一处阔三米、深五米的房屋墙基:4。列为花都区不可移动文物。

### 洪秀全故居纪念馆
洪秀全故居纪念馆位于故居广场、洪秀全雕像后，是一座嶺南建築风格的仿古建筑。占地面积3948平方米，青砖混凝土结构，歇山顶，青色琉璃瓦。2014年建成，并对外开放。
馆内常设“洪秀全与太平天国历史陈列”，分为花都之子、创教宣道、起义金田、建都天京等10个部分，重点介绍洪秀全、冯云山、洪仁玕等“花都之子”，在创立拜上帝會、发动和领导金田起义中的功勋。